# Fritz Willi Krohn
Fritz Willi Krohn, oft geführt als F. W. Krohn (* 8. Mai 1898 in Annaberg, Sachsen; † 27. September 1944 in Karlsbad, Reichsgau Sudetenland) war ein deutscher Filmarchitekt.

## Leben
Krohn erhielt zu Beginn des Ersten Weltkriegs eine künstlerische Ausbildung an der Königlichen Kunstschule Berlin. 1915 begann er als Theatermaler und später auch als Bühnenbildner zu arbeiten. Seit 1919 entwarf F. W. Krohn die Bauten zu einer beträchtlichen Anzahl von Filmen, durchgehend simple Massenunterhaltung ohne größeren Anspruch aus der Hand eher unbedeutender Regisseure. 
Im Tonfilm musste sich Krohn überwiegend mit der Ausstattung von Kurzfilmen begnügen. Seine Karriere endete zu Beginn der 40er mit den Kulissen zu einem kaum bekannten NS-Propagandadokumentarfilm mit Spielhandlung. Krohn starb gegen Ende des Zweiten Weltkriegs in der deutsch besetzten Kurstadt Karlsbad.

## Filmografie
- 1919: Der Glücksschmied
- 1919: Das Menuett
- 1920: Der Ruf aus dem Jenseits
- 1922: Der Roman einer Halbweltdame
- 1922: Das Komödiantenkind
- 1923. Schwarze Erde
- 1924: Das Mädel von Pontecuculi
- 1925: Die große Gelegenheit
- 1925: Heiratsannoncen
- 1926: Die Eule
- 1926: Das rosa Pantöffelchen
- 1927: Elternlos
- 1927: Einbruch in der Villa Howarth
- 1927: Vom Leben getötet
- 1927: Notschrei hinter Gittern
- 1928: Die letzte Galavorstellung des Zirkus Wolfsohn
- 1928: Wochenendbraut
- 1929: Rache für Eddy
- 1929: Morgenröte
- 1929: Großstadtkinder — Zwischen Spree und Panke
- 1931: Die Liebesfiliale
- 1933: Liebesfrühling
- 1934: Äther-Brettl (Kurzfilm)
- 1934: Die bunte Palette (Kurzfilm)
- 1935: Ida, die Perle (Kurzfilm)
- 1935: Tausend Mark Belohnung (Kurzfilm)
- 1935: Reisebekanntschaft (Kurzfilm)
- 1935: Auf eigene Faust (Kurzfilm)
- 1936: Der Herr Papa (Kurzfilm)
- 1936: Stadt und Land (Kurzfilm)
- 1936: Der vertauschte Hund (Kurzfilm)
- 1936: Die Posaune (Kurzfilm)
- 1937: Ohne Fleiß keinen Preis (Kurzfilm)
- 1937: Die Pfennigschlacht (Kurzfilm)
- 1938: Pitty (Kurzfilm)
- 1938: Träume sind Schäume (Kurzfilm)
- 1938: Spiel im Sommerwind
- 1942: Die See ruft